# Jamblih iz Halkide
Jamblih iz Halkide, (grško: Ἰάμβλιχος; Iámblichos) starogrški grški filozof, mistik in matematik, 242 n.št., Sirija, † 325 n.št. Jamblih je bil eden izmed naslednikov Platona in velja za glavnega predstavnika sirijskega novoplatonizma. Bil je učenec filozofa Porfirija in znan predvsem zaradi svojih komentarjev k Platonovemu opusu ter spisa z naslovom Razprava o egipčanskih misterijih (De mysteriis Aegyptiorum).

## Življenjepis
Jamblih se je rodil v Chalcis ad Belum (sodobni Qinnasrin) v Siriji in sicer v bogato in slavno družino. Bil je potomec arabske kraljeve družine Emesa. Sprva je študiral pri Anatoliju iz Laodiceje, kasneje pa se je učil pri Porfiriju, učencu Plotina, ustanovitelju filozofske šole novoplatonizma. S Porfirijem se ni strinjal glede prakse teurgije in se je na njegove kritike teurgije odzval v knjigi Razprava o egipčanskih misterijih. Okoli leta 304 se je vrnil v Sirijo, v Apameo (mesto, ki je bilo znano po novoplatonskih filozofih ) in ustanovil svojo šolo, v kateri je zasnoval učni načrt za preučevanje Platona in Aristotela. Šolo so med znanimi filozofi obiskovali Sopater, Aedesius in Dexippus, s katerimi je navezal dobra prijateljstva. Umrl je leta 325 n. št. v času vladavine Konstantina I. Velikega. Njegovi sodobniki so med drugim Jamblihu pripisovali čudežne moči. Med oživljanjem zanimanja za njegovo filozofijo v 15. in 16. stoletju je bilo njegovo ime le redkokdaj omenjeno brez pridevka "božanski" ali "najbolj božanski".

## Delo
Iz Jamblihovega opusa se je ohranilo le malo del, večinoma v obliki fragmentov.
Njegovo najpomembnejše in do današnjih dni v celoti ohranjeno delo je Razprava o egipčanskih misterijih, ki je odgovor mojstra Abamona na Porfirijevo pismo Anebu in rešitve težav, ki jih vsebuje. Nastalo je okoli leta 300 v filozofskem okolju vzhodnega Sredozemlja, leta 1497 pa je to delo prvi v latinščino prevedel Marsilio Ficino in ga naslovil De mysteriis Aegyptiorum, Chaldaeorum, Assyriorum. Jamblih je delo napisal pod psevdonimom Abamon, s katerim se je želel navezati na sirijsko tradicijo in egipčansko izročilo. Psevdonim namreč sestavljata sirijska beseda aba (oče) in egipčanska beseda amon (bog, Zeus), torej skupaj tvorita ime Oče bogov. V delu je skušal Jamblih pozitivno ovrednotiti poganstvo, a kristjanov ni napadal neposredno, tako kot sta to storila na primer Plotin in Porfirij, saj je bilo v takratnem obdobju v razvoju krščanstvo s svojimi vse privlačnejšimi nauki. Religijo, v kateri je videl izvor znanosti, je razložil s pomočjo filozofije. Pri tem je raziskoval predvsem egipčanske misterije, njihov simbolizem ter poganske “razodete” nauke (Corpus Hermeticum in Haldaika logia).
Jamblih je bil tudi razlagalec del klasičnih filozofov, predvsem Platona in Aristotela. O njunih delih je pisal svoje komentarje, vendar so se do danes ohranili le fragmenti teh besedil. Postavil je pravila in norme, ki še danes vsaj deloma veljajo pri razlaganju Platonovega opusa.
Najbolj se je Jamblih zgledoval po Pitagori. Napisal je namreč pregled pitagorejskih naukov O pitagorejstvu, ki je v desetih knjigah obsegal odlomke več antičnih filozofov. V neposredni rokopisni obliki so preživele le prve štiri knjige: O Pitagorovem življenju, Protrepticus, Na splošno o znanstveni matematiki in Uvod v aritmetiko, ki temelji na istoimenskem teoretičnem sestavku Nikomaha. Na žalost gre večinoma za neosebna dela. Protrepticus je sestavljen iz dolgih citatov iz del prejšnjih avtorjev, njegovo zanimanje pa je večinoma v tem, da zagotavlja dokaze za dragocena izgubljena dela, medtem ko O Pitagorovem življenju plagiat prejšnje Pitagorove biografije, kljub temu pa vsebuje dragocene vpoglede v Jamblihovo pojmovanje "božanskega človeka".

## Filozofija
Kot Plotinov naslednik se Jamblih ni strinjal z njegovo trojico principov inteligibilnega kozmosa: Eno, Duh, Duša – torej ni pristajal na veljavnost njegovega postulata. Po načelu, da mora med vsako prvotno načelo enote in tistim, čemur se posreduje, stopiti vedno še neko posredujoče načelo, je med Plotinovo načelo Enega (monado, katere prvo načelo je intelekt (nous)) in mnoštvo, vrinil še drugo načelo Enega. To je med njima posredovalo, kot proizvajalec intelekta ali duše (Psyche). Skupaj sta predstavljala prvo diado. Prvo in najvišjo Eno (nous) je Jamblih razdelil v inteligibilni svet in intelektualni svet.  Psiha, inteligibilni in intelektualni svet so skupaj tvorili triado. Nekateri učenjaki menijo, da je Jamblih med inteligibilni svet in intelektualni svet postavil še tretji svet oziroma sfero, in sicer sfero psihičnih bogov, ki je upoštevala naravo obeh.
V intelektualnem svetu je tretji čin dodelil Demiurgu (Zevsu ali potencialu, ki ustvarja svet), ki naj bi imel popoln nous s tem pa povzdignil intelektualno triado na hebdomad (ἑβδομάς, intelekt). Tretja sfera oziroma triada psihičnih bogov, se je delila na nadsvetne in posvetne bogove. Te bogove je nato delil še naprej glede na različne položaje, funkcije in čine. Tako lahko beremo o 12 nebeških bogovih, katerih število se je najprej povečalo na 36 nato pa na 360, o 72 redovih podnebesnih in 42 prirodnih bogov, poleg njih pa še o angelih, demonih in junakih.
Da bi opisal pretok od enotnosti do raznolikosti, se je obrnil na novopitagorejsko metafiziko števila. Verjel je, da so stvari organizirane po številu in se med seboj povezujejo v matematičnem razmerju. Trdil je, da matematični izreki veljajo za vse stvari, od božanskih do izvirne materije. Celotna Jamblihova kompleksna teorija sloni na matematičnemu formalizmu triade, hebdomada itd., medtem ko je prvo načelo poimenovano z monado, diado in triado. Čeprav je vse stvari podrejal številkam, je drugje trdil, da so številke neodvisne in obstajajo na srednjem mestu med omejenim in neomejenim. Šibkejše je bilo Jamblihovo dojemanje narave, ki kaže malo originalnosti v primerjavi z drugimi novoplatonisti in deluje v prid nadnaravnim bitjem, zato ne deluje vedno v skladu z razumom.

## Seznam del

### V celoti ohranjena dela
- O pitagorejstvu (prve štiri knjige):
  - O Pitagorovem življenju (De Vita Pythagorica)
  - Protrepticus
  - Na splošno o znanstveni matematiki (De Communi Mathematica Scientia)
  - Uvod v aritmetiko (In Nicomachi Arithmeticam Introductionem)
- Razprava o egipčanskih misterijih (De mysteriis Aegyptiorum, Chaldaeorum, Assyriorum)

### Dela ohranjena v fragmentih
- O pitagorejstvu (5.,6. in 7. knjiga):
  - Aritmetika o fizikalnih zadevah
  - Aritmetika o etičnih zadevah
  - Aritmetika o teoloških zadevah
- O duši (De Anima)
- Različna pisma namenjena Macedoniusu, Sopatru in Dexippusu
- Komentarji o Aristotelovih delih
- Komentarji o Platonovih delih:
  - Timaj (Timaeus)
  - Alkibiad (Alcibiades)
  - Phaidon (Phaedo)
  - Phaedrus
  - Philebus
  - Parmenid (Parmenides)